# ۲ دی
۲ دی/جدی دویست و هفتاد و هشتمین روز سال در گاه‌شماری خورشیدی است. به پایان سال ۸۷ روز (۸۸ روز در سال کبیسه) باقی‌است.

## رویدادها
- ۲۳۵ - زمین‌لرزه ۲۳۵ دامغان[۱]
- ۱۳۸۱ - حادثه ۲ دی ۱۳۸۱ آنتونوف-۱۴۰

## زادروزها
- ۱۳۱۸ - سیروس طاهباز، نویسنده و مترجم
- ۱۳۲۵ - صفر ایرانپاک، بازیکن فوتبال
- ۱۳۳۹ - ارسلان کامکار، آهنگساز

## درگذشت‌ها
- ۱۳۷۴ - منوچهر حامدی، بازیگر